# 거제 윤돌섬 상록수림
거제윤돌섬상록수림(巨濟尹乭島常綠樹林)은 대한민국 경상남도 거제시 일운면 구조라리, 윤돌도에 있는 상록수림이다. 거제도로부터 0.5km 떨어져 있다. 이 섬의 상록수림이 2002년 2월 14일 경상남도의 기념물 제239호로 지정되었다.

## 개요
윤돌섬은 구조라리 서쪽, 양지마을 남쪽 500m 해상에 위치하고 있으며 면적은 11,207m(3,390평)이고 섬의 70∼80％가 상록활엽수로 덮여있는 무인도이다.
상록수림을 형성하고 있는 주된 수종은 동백나무와 구실잣밤나무의 점유율이 가장 높다. 그 외에도 광나무·팔손이·센달나무·자금우·보리밥나무·남오미자·돈나무 등의 상록수가 자라고 있다. 상록수림 바닥에는 이대(신위대)가 무성하고 남쪽 절벽 가까이는 해송이 번성하고 있다. 특히 이 섬의 남쪽 높은 곳에는 1m 높이의 나무 둘레가 2.5∼3.5m나 되는 구실잣밤나무 노거수 들이 여러 그루 자라고 있다.
낙엽 활엽수로는 팽나무·예덕나무·보리수나무·천선과나무·산검양 옻나무·자귀나무·읽·사위질빵·개머루·으아리·자금우 등이 상록수림 가장자리에 자라고 있다. 초본식물로는 털머위 큰천남성·계뇨등·며느리밑씻개·비짜루·맥문동·산국·단풍마·은꿩의다리·망초 등이 자라고 있다.
옛날 윤돌섬에는 한 과부가 윤씨 성을 가진 삼형제를 데리고 살고 있었고, 건너편 양지 마을에는 바다에서 아내를 잃고 날마다 허공에 뜬 달만 쳐다보고 있다고 해서 주위 사람들이 망월이라고 부르는 홀아비가 살고 있었다. 이들 두 사람은 어느덧 서로간에 연정을 느끼게 되었고 물이 많이 빠지는 밤이면 윤돌섬의 과부는 발을 걷어올리고 물을 건너 양지마을 망월 노인을 찾아가게 되었는데 추운 겨울이 되자 이를 몰래 바라보고만 있던 아들 삼형제는 어머니를 위하여 큰돌을 날라 징검다리를 놓아주니 그 후로는 어머니는 버선을 벗지 아니하고도 양지마을 망월 노인을 수시로 찾아갈 수 있게 되었다 한다. 윤씨 삼형제가 어머니를 위하여 돌다리를 놓았다 해서 윤돌섬 또는 효자섬이라고 부르게 되었다고 한다.
경상남도의 남해안에는 상록활엽수가 자생하는 도서지역이 대단히 많이 있지만 그 대부분이 거의 낙엽활엽수로 들어차 있고 상록활엽수는 섬의 일부분에만 남아 있는 실정이다. 그러나 윤돌섬은 섬 면적(3,390평)의 70∼80％가 구실잣밤나무·동백나무·후박나무·참식나무·생달나무 등 상록활엽수로 들어차 있는 유일한 섬이고 특히 섬 정상부분의 구실잣밤나무 노거수들은 마땅히 보호되어야할 가치 있는 수목들이다. 그리하여 남해안 도서지역의 자연생태계 연구에 중요한 학술적 자료로 평가된다.

## 같이 보기
- 윤돌도

## 참고 자료
- 거제윤돌섬상록수림 - 국가유산청 국가유산포털